# 斯普林菲爾德 (愛達荷州)
斯普林菲爾德（英語：Springfield）是位於美國愛達荷州賓厄姆縣的一個非建制地區。

## 地理
斯普林菲爾德的座標為43°04′54″N 112°40′55″W / 43.08167°N 112.68194°W，而該地的平均海拔高度為1350米（即4429英尺）。